# Subsidiarität
Subsidiarität (von lateinisch subsidium ‚Hilfe‘, ‚Reserve‘) ist eine Maxime, die eine größtmögliche Selbstbestimmung und Eigenverantwortung des Individuums, der Familie oder der Gemeinde anstrebt, soweit dies möglich und sinnvoll ist. Das Subsidiaritätsprinzip besagt daraus folgend, dass (höhere) staatliche Institutionen nur dann (aber auch immer dann) regulativ eingreifen sollten, wenn die Möglichkeiten des Einzelnen, einer kleineren Gruppe oder niedrigeren Hierarchie-Ebene allein nicht ausreichen, eine bestimmte Aufgabe zu lösen. Anders gesagt bedeutet dies, dass die Ebene der Regulierungskompetenz immer „so niedrig wie möglich und so hoch wie nötig“ angesiedelt sein sollte.
Das Subsidiaritätsprinzip ist ein wichtiges Konzept für föderale Bundesstaaten wie Deutschland, Österreich, Kanada, die Vereinigten Staaten oder die Schweiz sowie für föderale Staatenverbünde wie die Europäische Union. Es ist auch zentrales Element des ordnungspolitischen Konzepts der sozialen Marktwirtschaft.

## Bedeutung
Das Subsidiaritätsprinzip bestimmt eine genau definierte Rangfolge staatlich-gesellschaftlicher Zuständigkeiten, indem es die prinzipielle Nachrangigkeit der höheren Ebene festlegt: Aufgaben, Handlungen und Problemlösungen sollten demnach so weit wie möglich von der kleinsten Einheit bzw. untersten Ebene einer Organisationsform unternommen werden. Nur in Fällen oder Politikbereichen, in denen dies nicht möglich ist, mit erheblichen Hürden, Kosten und Problemen verbunden wäre, oder eine Zusammenarbeit einen klaren Mehrwert ergibt, sollen sukzessive größere Gruppen, öffentliche Kollektive oder nächsthöhere Ebenen einer Organisationsform „subsidiär“ (also unterstützend) eingreifen. In diesen Fällen wiederum ist der Eingriff der höheren Ebene jedoch nicht nur optional, sondern explizit wünschenswert. Hierbei ist jedoch einer Hilfe zur Selbsthilfe Vorrang vor einer unmittelbaren Aufgabenübernahme zu geben. Insofern orientiert sich das Subsidiaritätsprinzip auch an anderen Grundsätzen wie der Verhältnismäßigkeit oder der Pareto-Optimierung.

### Staatstheorie
In der Staatstheorie bedeutet dies, dass der Staat kein Selbstzweck sein, sondern seinen Bürgern und Untergliederungen dienen und durch seinen konkreten Mehrwert gerechtfertigt sein soll (Output-Legitimität). Er darf also nicht Aufgaben an sich ziehen, die von Selbstverwaltungskörperschaften (z. B. Gemeinden), gesellschaftlichen Vereinigungen (z. B. Genossenschaften) oder von den Einzelnen selbst genau so gut oder gar besser erledigt werden können. Wenn aber nachgeordnete Einheiten mit bestimmten Aufgaben überfordert sind, soll die übergeordnete Organisation die Aufgaben übernehmen oder die nachgeordneten Einheiten bei deren Erledigung unterstützen. Kurz, das Subsidiaritätsprinzip bedeutet, dass die leistungsfähigen kleineren Einheiten einen Handlungsvorrang und die übergeordneten Organisationen eine Einstands- und Unterstützungspflicht haben. In dieser Pflicht spiegelt sich auch der in der Subsidiarität enthaltene lateinische Wortstamm wider.
Staatsorganisatorisch soll das Subsidiaritätsprinzip in einer abgestuften Ordnung höherer und nachgeordneter Regelungsbefugnisse (Kompetenzen) verwirklicht werden, zu denen nicht zuletzt auch die Privatautonomie zählt. In diesem Stufenbau der Kompetenzen haben die übergeordneten Instanzen das Gesamtsystem funktionsfähig zu erhalten, indem sie die Handlungsspielräume der nachgeordneten Akteure bestimmen und deren Handeln lenken, also eine „Steuerung der Selbststeuerung“ übernehmen. Auf diese Weise soll das eigenverantwortliche Handeln der nachgeordneten Institutionen und Personen ermöglicht, deren Initiative geweckt, und das Gesamtsystem lernfähig gehalten und insgesamt „vermenschlicht“ werden.
Den wichtigsten Niederschlag findet das Subsidiaritätsprinzip bezüglich der Gesetzgebungskompetenz; in Deutschland etwa in der grundsätzlichen Zuständigkeit der Länder nach Art. 70 GG und der kommunalen Selbstverwaltung nach Art. 28 Abs. 2 GG einerseits sowie dem Geltungsvorrang nach Art. 31 GG („Bundesrecht bricht Landesrecht“) andererseits.
So sollen beispielsweise Maßnahmen, die eine Gemeinde (oder einen Gliedstaat) betreffen und von ihr eigenständig bewältigt werden können, auch in der betroffenen Gemeinde selbst beschlossen werden. Untergeordnete Ebenen können aber auch z. B. Religionsgemeinschaften, Berufsverbände und zuletzt das Individuum sein. Das Subsidiaritätsprinzip gewährleistet auf diese Weise insbesondere die Freiräume, derer es für eine pluralistisch ausgerichtete Gesellschaft bedarf.

### Horizontale und vertikale Subsidiarität
Teilweise wird zwischen horizontaler und vertikaler Subsidiarität unterschieden: Während die vertikale Subsidiarität die Nachrangigkeit der höheren Ebene gegenüber Untergliederungen festlegt, beschränkt die horizontale Subsidiarität den Wirkungsbereich der öffentlichen Hand generell auf einen bestimmten Kern öffentlicher Güter.

## Ideengeschichtlicher Hintergrund
Die Formulierung des Subsidiaritätsprinzips reicht in die Zeit unmittelbar nach der Reformation zurück und hat ihren Ursprung in der calvinistischen Konzeption des Gemeinwesens. Die Synode in Emden (Ostfriesland, 1571), welche über das entstehende neue Kirchenrecht zu befinden hatte, entschied in Abgrenzung zur bisher geltenden zentralistischen katholischen Kirchenlehre, dass Entscheidungen jeweils auf der niedrigst möglichen Ebene getroffen werden sollen:

„Provinzial- und Generalsynoden soll man nicht Fragen vorlegen, die schon früher behandelt und gemeinsam entschieden worden sind […] und zwar soll nur das aufgeschrieben werden, was in den Sitzungen der Konsistorien und der Classicalversammlungen nicht entschieden werden konnte oder was alle Gemeinden der Provinz angeht.“

Diese Vorstellung von Subsidiarität wurde 1603 von Johannes Althusius in seinem Hauptwerk Politica Methodice digesta, einer systematischen, vom politischen Calvinismus geprägten ständisch verfassten Staatslehre, formuliert. In Aufnahme des biblischen „Bundes-Gedankens“ verstand er die Gesellschaft als abgestufte und miteinander verbundene soziale Gruppen, die ihre eigenen Aufgaben und Ziele zu erfüllen haben, die aber in gewissen Bereichen auf die Unterstützung (subsidium) der übergeordneten Gruppe angewiesen sind. Die Unterstützung soll aber nur dort einsetzen, wo sich Unzulänglichkeiten offenbaren, keinesfalls aber die Aufgabe der anderen Gruppe völlig übernehmen. Seine Vorstellungen von einer weit gehenden Autonomie der ständisch verfassten Repräsentanten als Vertretung der Bürger gegenüber dem lutherisch ostfriesischen Landesherrn hat Althusius als Stadtsyndikus (1604–1637/38) im calvinistisch geprägten Emden auch unmittelbar in der kommunalen Praxis der Handels- und Hafenstadt erproben können.
Ausgehend von Aristoteles und weiterentwickelt von Thomas von Aquin, floss das Subsidiaritätsprinzip 1891 durch die Enzyklika „Rerum Novarum“ auch in die katholische Soziallehre ein und markierte eine entscheidende Wende in der katholischen Staatstheorie. Diese gab damit die päpstlich zentralistische Sicht des Staatswesens definitiv auf, das von einem Monarchen mit göttlichen Rechten gelenkt wurde.
Eine klassische Formel des Subsidiaritätsprinzips findet sich in der Sozialenzyklika Quadragesimo anno von Papst Pius XI. „über die Gesellschaftliche Ordnung“ vom 15. Mai 1931. Hiermit schloss Papst Pius XI. an das genannte Rundschreiben Leos XIII. Rerum novarum (1891) an und entwarf unter dem Eindruck zunehmender zentralistischer und totalitärer staatlicher Tendenzen einen Gesellschaftsansatz, der das Individuum im Rahmen seiner individuellen Leistungsfähigkeit zum Maßstab und zur Begrenzung überindividuellen Handelns machte.
In Deutschland galt vor allem Jesuitenpater Oswald von Nell-Breuning als Vertreter des Subsidiaritätsprinzips.
Nach diesem „höchst gewichtigen sozialphilosophischen Grundsatz“ gilt: „Wie dasjenige, was der Einzelmensch aus eigener Initiative und mit seinen eigenen Kräften leisten kann, ihm nicht entzogen und der Gesellschaftstätigkeit zugewiesen werden darf, so verstößt es gegen die Gerechtigkeit, das, was die kleineren und untergeordneten Gemeinwesen leisten und zum guten Ende führen können, für die weitere und übergeordnete Gemeinschaft in Anspruch zu nehmen; zugleich ist es überaus nachteilig und verwirrt die ganze Gesellschaftsordnung. Jedwede Gesellschaftstätigkeit ist ja ihrem Wesen und Begriff nach subsidiär; sie soll die Glieder des Sozialkörpers unterstützen, darf sie aber niemals zerschlagen oder aufsaugen.“

### Ursprünge des Subsidiaritätsverständnisses im 19. Jahrhundert
Ansätze eines Subsidiaritätsdenkens sind im Liberalismus und in der katholischen Soziallehre des 19. Jahrhunderts zu finden. Dem liberalen Subsidiaritätsprinzip zufolge sollte die Sicherung und Gestaltung der eigenen Existenz vornehmlich dem einzelnen Individuum selbst und seiner Initiative überlassen bleiben. Staatliches Handeln soll auf Ausnahmesituationen beschränkt sein und nur dann eintreten, wenn die eigenen Mittel der betroffenen Person(en) nicht ausreichen. In dieser Gesellschaftskonzeption wird die Verantwortlichkeit des Staates als nachrangig, subsidiär angesehen. Dieses Verständnis gilt auch für den Teilbereich der Bearbeitung sozialer Probleme. Die Tätigkeit privater Organisationen soll Vorrang vor staatlichen Aktivitäten haben.
Die Wurzeln des katholischen Subsidiaritätsprinzips liegen im katholischen Sozialdenken der zweiten Hälfte des 19. Jahrhunderts, vor allem unter dem Einfluss von Wilhelm Emmanuel von Ketteler und Franz Hitze. Die Revolutionsjahre 1848/49 markieren den Beginn der Parteibildung des Katholizismus in Deutschland und den Beginn der modernen katholischen Soziallehre. Vor allem mit von Ketteler begann „eine Entwicklung im katholischen Sozialdenken weg vom fundamentalistischen Antikapitalismus hin zu pragmatischen Reformkonzepten.“
Kettelers Grundgedanken sind zum einen die Verbesserung der Lebensbedingungen der Arbeiter durch Selbsthilfe und Selbstorganisation und zum anderen die Notwendigkeit staatlichen Schutzes und Hilfe als Voraussetzung dieser Selbsthilfe. In seinem Konzept „eines Zusammenspiels von genossenschaftlicher Selbsthilfe und staatlichem Beistand nimmt erstmals Gestalt an, was in der katholischen Soziallehre dann später als Subsidiarität ausformuliert wird.“ (ebd.) Dieses frühe Konzept des katholischen Subsidiaritätsdenkens beabsichtigt eine Lösung der „Arbeiterfrage“ durch Integration dieser in die sich bildende bürgerliche Industriegesellschaft. Subsidiarität kann hier als Antwort auf die „soziale Frage“ angesehen werden. (ebd.)
Eine erste Weiterentwicklung erhält dieses Subsidiaritätsverständnis durch die veränderten politischen Hintergründe nach Gründung des Deutschen Kaiserreiches, 1871. Trotz einer gewissen Minderheitsposition im Reich, einem säkularen und liberalen Zeitgeist und Bismarcks anti-katholischer Politik („Kulturkampf“) fand der katholische Glaube wachsenden Einfluss in der Bevölkerung. Die Zahl der katholischen Vereinsgründungen nahm zu. Diese waren allerdings noch von lokaler und allenfalls regionaler Bedeutung und bildeten zusammen mit anderen Vereinen das für das Kaiserreich typische „staatsferne“ Vereinsmilieu, welches durch eine Vielzahl wohltätiger Vereine, Stiftungen und sozialer Einrichtungen konfessioneller und nichtkonfessioneller Ausrichtung gekennzeichnet war. Diese Zeit stellt allerdings den „praktisch-politischen Erfahrungshintergrund für die konzeptionelle Ausformulierung von Subsidiarität als einem zentralen Prinzip der katholischen Soziallehre“ dar.
Bis in die 1890er Jahre erhielt der Gedanke der Subsidiarität eine erhebliche Präzisierung. Im päpstlichen Rundschreiben „Rerum novarum“ zur sozialen Frage von 1891 wurde er erstmals umfassender ausformuliert und zur offiziellen Doktrin erhoben. Papst Leo XIII. spricht sich darin für die Vereinigungsfreiheit der Arbeiter und ihr Recht zur Selbsthilfe aus, betont gleichzeitig die Wichtigkeit staatlichen Arbeitsschutzes, weist aber auch auf die Schranken staatlicher Sozialgestaltung hin. Der Gedanke der Subsidiarität staatlicher Sozialpolitik und gesellschaftlichen Handelns, der Vorrang der kleinen Gemeinschaften vor den großen Organisationen nahm hier bereits eine präzise Gestalt an.
Die Entstehung und das Wirken neuer, zentralisierter, katholischer Massenorganisationen (darunter der „Caritasverband für das katholische Deutschland“) signalisierten bereits eine Verschiebung des Bedeutungsgehalts von Subsidiarität. Während bei von Ketteler das Subsidiaritätsprinzip sich noch auf die Probleme der neuen Arbeiterklasse bezog, entwickelte sich Subsidiarität in den 1890er Jahren zu einem klassenübergreifenden Prinzip sozialer Organisation. Es beinhaltete jetzt ein „Strukturprinzip für die Organisation des Volkslebens jenseits des Klassenkampfes“ und stellte damit ein „Modell für die Organisation des gesamten Volkes“ dar.
Der Ansatz, der zunächst vom Verhältnis zwischen dem Einzelnen und der Gesellschaft ausgeht, lässt sich also verallgemeinern und auf das Verhältnis zwischen unterschiedlichen gesellschaftlichen und staatlichen Ebenen anwenden: „so verstößt es gegen die Gerechtigkeit, das, was die kleineren und untergeordneten Gemeinwesen leisten können, für die weitere und übergeordnete Gemeinschaft in Anspruch zu nehmen.“

## Subsidiarität im heutigen Recht

### Subsidiarität im Staatsrecht

#### Deutschland
In der Bundesrepublik Deutschland liegt das Prinzip der Subsidiarität dem Föderalismus der Länder zugrunde. Auf ihn geht auch die verfassungsrechtlich festgeschriebene Tarifautonomie zurück, ebenso die Stärke der Verbände im Gesundheitssystem.
Das Grundgesetz erhebt die Subsidiarität explizit zu einem Grundsatz, der innerhalb der Europäischen Union verwirklicht sein muss, damit Deutschland an der Fortentwicklung der EU mitwirken kann (Art. 23 GG).

#### Schweiz
Die Subsidiarität ist wesentlich für den Schweizer Föderalismus. Art. 43a der Bundesverfassung verlangt, dass der Bund nur «die Aufgaben [übernimmt], welche die Kraft der Kantone übersteigen oder einer einheitlichen Regelung durch den Bund bedürfen.» Das Subsidiaritätsprinzip muss ebenfalls bei der Aufgabenteilung zwischen den Kantonen und Gemeinden beachtet werden.

### Subsidiarität im Recht der Europäischen Union

#### Grundlegung des Subsidiaritätsprinzips durch die europäischen Verträge
Im Vertrag zur Gründung der Europäischen Gemeinschaft bestimmte Art. 5 Abs. 2:

„In den Bereichen, die nicht in ihre ausschließliche Zuständigkeit fallen, wird die Gemeinschaft nach dem Subsidiaritätsprinzip nur tätig, sofern und soweit die Ziele der in Betracht gezogenen Maßnahmen auf Ebene der Mitgliedstaaten nicht ausreichend erreicht werden können und daher wegen ihres Umfangs oder ihrer Wirkungen besser auf Gemeinschaftsebene erreicht werden können.“

Der Vertrag brachte in seiner Präambel zum Ausdruck, dass Entscheidungen entsprechend dem Subsidiaritätsprinzip möglichst bürgernah getroffen werden sollen, und bestimmte in Art. 2 Abs. 2, dass die Ziele der Union unter Beachtung des Subsidiaritätsprinzips verwirklicht werden sollen.
Mit dem Maastricht-Vertrag zur EU von 1992 wurden der europäischen Kommission und dem Ministerrat drei Verhaltensregeln vorgegeben, die bei ihrer Tätigkeit zu beachten sind:
- Stärkung der demokratischen Kontrolle in der EU
- Transparenz bei der gemeinschaftlichen Gesetzgebung
- Achtung des Subsidiaritätsprinzips.

Das Subsidiaritätsprinzip wurde in der Präambel und in Art. 5 Abs. 3 des Vertrages über die Europäische Union (EUV) festgeschrieben. Es war bereits im Keim im EGKS-Vertrag von 1951 (Art. 5 Abs. 1, 2), implizit im EWG-Vertrag von Rom (1957) und ausdrücklich in den Bestimmungen der Einheitlichen Europäischen Akte (EEA) über die Umwelt (Art. 130r) enthalten.
Die Einheitliche Europäische Akte (EEA) führte das Subsidiaritätsprinzip für die Umweltpolitik der damaligen Europäischen Gemeinschaft ein. Mit dem Vertrag von Maastricht ist das Subsidiaritätsprinzip im allgemeinen Teil der Gründungsverträge der Europäischen Gemeinschaft und Union verankert, vgl. Art. 5 Abs. 2 EGV. Die Details regelt das Protokoll über die Anwendung der Grundsätze der Subsidiarität und der Verhältnismäßigkeit.
Heute wird das unionsrechtliche Subsidiaritätsprinzip durch Art. 5 des Vertrags über die Europäische Union verkörpert, insbesondere durch dessen Abs. 3:

„Nach dem Subsidiaritätsprinzip wird die Union in den Bereichen, die nicht in ihre ausschließliche Zuständigkeit fallen, nur tätig, sofern und soweit die Ziele der in Betracht gezogenen Maßnahmen weder auf zentraler noch auf regionaler oder lokaler Ebene ausreichend verwirklicht werden können, sondern vielmehr wegen ihres Umfangs oder ihrer Wirkungen auf Unionsebene besser zu verwirklichen sind.“

#### Kontrolle des Subsidiaritätsprinzips durch die nationalen Parlamente und Gerichte
Nach dem Vertrag von Lissabon haben die nationalen Parlamente beziehungsweise deren jeweilige Kammern, wie Bundestag und Bundesrat, das Recht, über die Einhaltung des Subsidiaritätsprinzips zu wachen (vgl. Art. 12 lit. b)). Zur Verfügung stehen den nationalen Parlamenten dabei die Präventivkontrolle mittels Subsidiaritätsrüge und die Subsidiaritätsklage.
Das Subsidiaritätsprinzip wurde vor allem auf Betreiben Deutschlands im Unionsrecht verankert. Es spielt auch eine Rolle für das Verhältnis zwischen dem Bundesverfassungsgericht und dem Europäischen Gerichtshof (siehe Solange-Urteile). Das Bundesverfassungsgericht behält sich ferner vor, Rechtsakte der europäischen Einrichtungen und Organe, die sich nicht in den Grenzen der ihnen eingeräumten Hoheitsrechte halten, im deutschen Hoheitsbereich für unverbindlich zu erachten.

##### Subsidiaritätsrüge

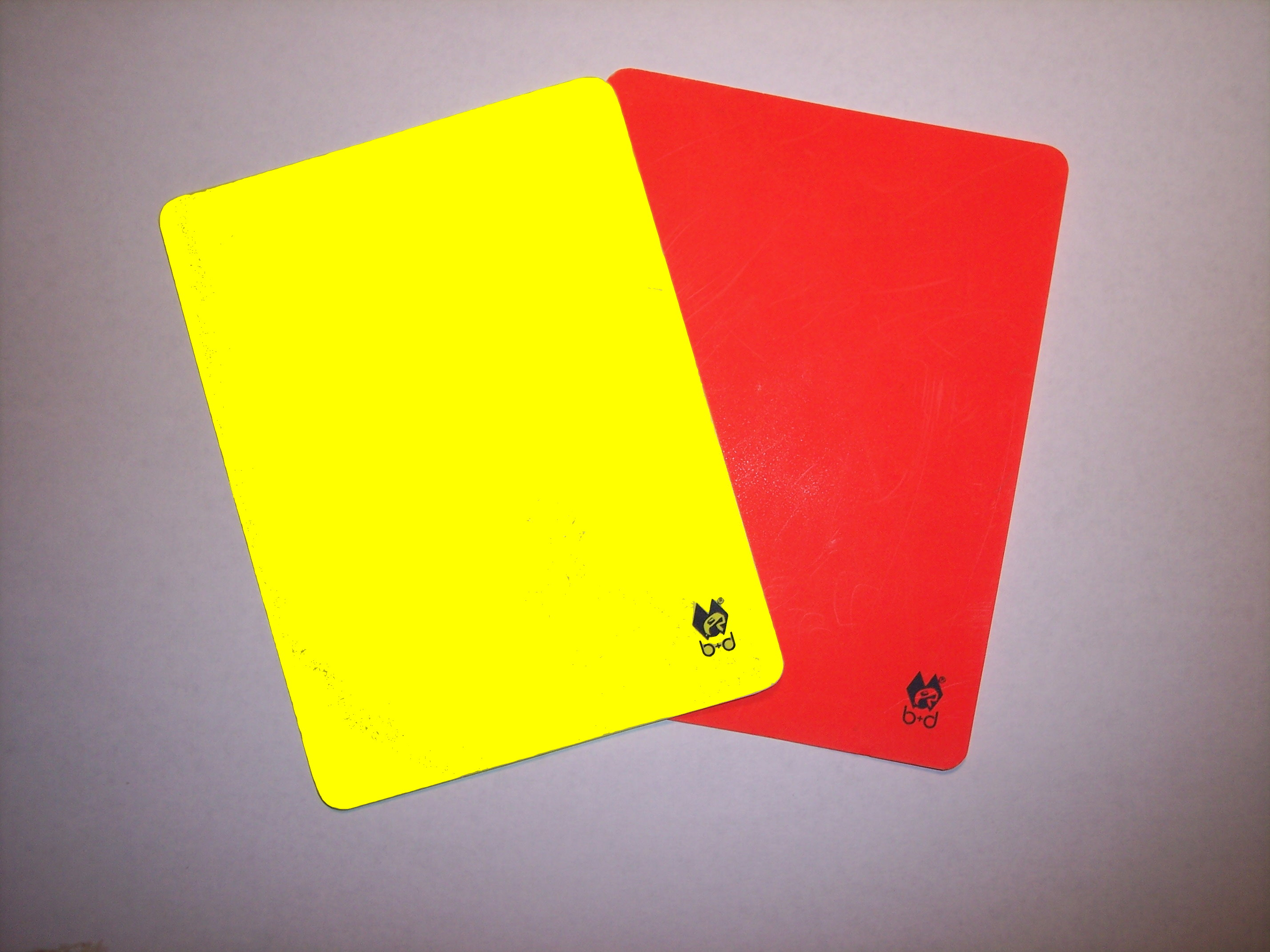
Die Eskalationsstufen der Subsidiaritätsrüge werden auch als „gelbe“ bzw. „rote“ Karte bezeichnet

Bei der Subsidiaritätsrüge handelt es sich um die Möglichkeit einer Präventivkontrolle zu Beginn des Gesetzgebungsverfahrens. Den nationalen Parlamenten oder Kammern werden entsprechend Art. 12 lit. a) EUV und Art. 4 des „Protokolls über die Anwendung der Grundsätze der Subsidiarität und der Verhältnismäßigkeit“ sämtliche Entwürfe von Gesetzgebungsakten der EU vorab von der Kommission übermittelt. Dieses Informationsrecht ist natürliche Voraussetzung für die Abgabe einer Subsidiaritätsrüge. Die Frist dafür betrug im Subsidiaritätsprotokoll in der Entwurfsfassung des Verfassungsvertrages noch sechs Wochen nach Übermittlung eines Gesetzentwurfs, wurde aber im Vertrag von Lissabon auf acht Wochen verlängert.
In dieser Zeit hat die rügewillige nationale Parlamentskammer ihre begründete Stellungnahme vorzulegen. Die Kürze der Frist stellt die Parlamente vor organisatorische Herausforderungen, so müssen Gesetzgebungsverfahren auch bereits vor der Entwurfsübermittlung verfolgt werden und eine Konzentration auf besonders umstrittene Vorhaben ist nötig.
Jedem Mitgliedstaat sind zwei Stimmen zugeteilt, die, sofern zwei Kammern vorhanden sind (wie in Deutschland mit Bundestag und Bundesrat), auf die beiden Kammern verteilt werden. Die Rechtsfolgen einer Subsidiaritätsrüge richten sich nach der Anzahl der abgegebenen Stimmen:
- Erreichen die abgegebenen Stellungnahmen kein Quorum, sind sie durch das Europäische Parlament, den Rat und die Kommission nach dem Subsidiaritätsprotokoll nur „zu berücksichtigen“ (Art. 7 Abs. 1).
- Wenn die Stimmen ein Drittel der Gesamtzahl der den nationalen Parlamenten zugewiesenen Stimmen erreichen (bzw. ein Viertel, wenn das Vorhaben den Raum der Freiheit, der Sicherheit und des Rechts betrifft), muss der Entwurf nach Art. 7 Abs. 2 des Subsidiaritätsprotokolls von der Kommission überprüft und ggfs. angepasst werden (sog. „gelbe Karte“).
- Wird gar ein Quorum von 50 % der Stimmen erreicht („orange“ oder „gelb-rote Karte“) und ist das ordentliche Gesetzgebungsverfahren für den Rechtsakt vorgeschrieben, so muss die Kommission, wenn sie dennoch an ihrem Entwurf festhalten will, zusätzlich eine begründete Stellungnahme anfertigen, die dann zusammen mit den Stellungnahmen der nationalen Parlamente dem Europäischen Parlament und dem Rat zur Entscheidung vorgelegt wird. Sofern im Rat oder im Europäischen Parlament eine Mehrheit von 55 % der Stimmen der Ansicht ist, dass das Subsidiaritätsprinzip verletzt ist, wird der Entwurf nicht weiter behandelt (vgl. Art. 7 Abs. 3 des Subsidiaritätsprotokolls). In der Praxis wurde jedoch bisher selbst bei der Anbahnung einer „gelben Karte“ der Gesetzentwurf von der Kommission fast immer selbstständig zurückgezogen.
- Vorgeschlagen, aber bisher nicht umgesetzt, wurde des Weiteren eine sogenannte „rote Karte“, mit der die nationalen Parlamente ein EU-Gesetz endgültig und selbstständig stoppen könnten, ohne dass die EU-Institutionen dies noch überstimmen könnten.

Diese Subsidiaritätskontrolle kann so dazu führen, dass ein Vorschlag durch einen Einspruch der nationalen Parlamente von der Agenda des europäischen Gesetzgebers genommen wird.
Am 22. Mai 2012 waren die nationalen Parlamente zum ersten Mal mit einer Subsidiaritätsrüge erfolgreich. Bisher gelang es erst in drei Fällen (zuletzt 2016), die nötigen Quoren für ein Verfahren der „gelben Karte“ zu erreichen, während das Verfahren der „orangefarbenen Karte“ noch nie zum Einsatz gekommen ist. Eine Übersicht über die Stellungnahmen der nationalen Parlamente und Kammern zu den jeweiligen Gesetzgebungsverfahren ist online bei der InterParliamentary EU information eXchange verfügbar.

##### Subsidiaritätsklage
Wenn das Gesetzgebungsverfahren bereits abgeschlossen ist, wird das Frühwarnsystem der o. g. Subsidiaritätsrüge durch das ex-post-Verfahren der Subsidiaritätsklage ergänzt. Diese ist in Art. 8 Abs. 1 des Subsidiaritätsprotokolls als Unterfall der Nichtigkeitsklage ausgestaltet. Eine solche Klage übermittelt der Mitgliedstaat dann im Namen seines nationalen Parlaments an den Europäischen Gerichtshof. Eine vorherige Subsidiaritätsrüge ist vor der entsprechenden Klage nicht erforderlich. Während die Subsidiaritätsrüge somit ein politisches Verfahren darstellt, an dessen Ende die Entscheidung der europäischen Legislative steht, ist die Subsidiaritätsklage ein juristisches Normenkontrollverfahren, bei dem der Europäische Gerichtshof die tatsächliche, rechtliche Vereinbarkeit eines Rechtsaktes mit den EU-Verträgen überprüft.

#### Anwendung in der europäischen Rechtspraxis
Der Anwendung des Subsidiaritätsprinzips im institutionellen Bereich liegt ein einfacher Gedanke zugrunde: Ein Staat oder ein Staatenbund verfügt nur über die Zuständigkeiten, die Personen, Familien, Unternehmen und lokale oder regionale Gebietskörperschaften nicht alleine ausüben können, ohne dem allgemeinen Interesse zu schaden.
Dieser Grundsatz soll gewährleisten, dass die Entscheidungen dadurch möglichst bürgernah getroffen werden, und dass die von den höheren politischen Ebenen zu beschließenden Maßnahmen auf das Minimum begrenzt werden. Dieses politische Prinzip setzte sich als rechtliches Prinzip zunächst in den Beziehungen einiger Mitgliedstaaten zu ihren Regionen durch, allerdings sind die Ausprägungen je nach Verfassungstradition verschieden; in Deutschland ist das Prinzip stark ausgeprägt.
Auf die EU übertragen bedeutet dieses Prinzip, dass von ihr nur die Aufgaben übernommen werden sollen, die die Staaten auf ihren verschiedenen Entscheidungsebenen allein nicht zufriedenstellend wahrnehmen können. Die Übertragung von Zuständigkeiten muss immer unter Wahrung der nationalen Identität und der Kompetenzen der Regionen erfolgen. Die Mitgliedstaaten müssen sich ihrerseits gemäß Art. 5 des EWG-Vertrags bei ihrem Vorgehen an den Zielen der Gemeinschaft orientieren.
Auf europäischer Ebene ist das Subsidiaritätsprinzip ein uneinheitlicher Begriff. So soll die Subsidiarität die Gemeinschaftsaktionen nicht lähmen, sondern sie vielmehr fördern, wenn die Umstände dies verlangen. Umgekehrt soll die EU eigene Maßnahmen einschränken oder sogar aufgeben, wenn sich deren Fortführung auf Gemeinschaftsebene als nicht länger gerechtfertigt erweist.
Das Subsidiaritätsprinzip wird seit über vierzig Jahren angewendet. Es entspricht zweierlei Erfordernissen: der Notwendigkeit des Gemeinschaftshandelns und der Verhältnismäßigkeit der Aktionsmittel gemessen an den Zielen. Den großen Initiativen der Kommission lag deswegen stets eine Rechtfertigung der Notwendigkeit des Handelns zugrunde. Die Vorhaben, die die Kommission ins Werk gesetzt hat – insbesondere die im Vertrag von Rom vorgesehenen gemeinsamen Politiken, dann die Verwirklichung eines Raumes ohne Grenzen und seiner in der Einheitlichen Akte vorgesehenen flankierenden Politiken – waren im Hinblick auf die Erfordernisse der europäischen Integration uneingeschränkt gerechtfertigt. Dinge, die für alle gleich geregelt werden müssen werden, in Erfüllung der Ziele der europäischen Verträge, weitgehend zentral geregelt. Dadurch werden z. B. Wettbewerbsverzerrungen oder regionale Vor- und Nachteile für einzelne Beteiligte verhindert. Das „Wie“ der Ausführung und Kontrolle vor Ort hingegen wird subsidiär geregelt, in Deutschland oft sogar von den Ländern.

#### Vorwurf der Missachtung des Subsidiaritätsprinzips in der europäischen Rechtspraxis
Der deutsche Staatsrechtler Rupert Scholz warf der Europäischen Union, vor allem ihrer Kommission, unter Verwendung des Schlagworts Expertokratie vor, die nationalen Parlamente der EU-Staaten durch Missachtung des Subsidiaritätsprinzips zunehmend zu entmachten. Zur Lösung des Problems schlägt er vor, das Wahlrecht zum Europäischen Parlament nach dem Prinzip der Wahlgleichheit (One man one vote) umzugestalten und dadurch seine demokratische Legitimität zu stärken sowie ihm gegenüber der Europäischen Kommission, die bislang noch das Initiativrecht in der Legislative der Europäischen Union innehat, das Gesetzgebungsprimat zu verleihen. Ferner solle den Mitgliedern der Kommission die ihnen unterstellte Neigung zur „Kompetenzausweitung“ auch dadurch genommen werden, dass ihre Wahl künftig durch die nationalen Parlamente erfolgt.
Der Historiker Peter Jósika wiederum vertritt die Meinung, dass das Subsidiaritätsprinzip in erster Linie von den europäischen Nationalstaaten selbst missachtet wird. Er kritisiert insbesondere den Zentralismus der Einheitsstaaten innerhalb der EU, die die Selbstbestimmung auf lokaler und regionaler Ebene einschränken oder verbieten.

### Subsidiarität im Prozessrecht
Der Sekundärrechtsschutz ist im Hinblick auf die Effektivität gegenüber dem Primärrechtsschutz subsidiär.
Prozessual kann ein Rangverhältnis zwischen verschiedenen Verfahrenshandlungen in der Form bestehen, dass die subsidiäre Verfahrenshandlung nachrangig ist und ihre Geltendmachung bis zur Erledigung der vorrangigen unzulässig ist. Ein Beispiel ist vor allem die Subsidiarität der Verfassungsbeschwerde im Verhältnis zu fachgerichtlichen Rechtsbehelfen. Die Feststellungsklage kann gegenüber der Leistungsklage subsidiär sein.
Nach der strafrechtlichen Konkurrenzlehre kann bei der Verwirklichung mehrerer Straftatbestände die Anwendung der einen Strafnorm hinter einer anderen zurücktreten.

### Subsidiarität im deutschen Strafrecht
Im deutschen Strafrecht bedeutet Subsidiarität, dass ein Straftatbestand für den Fall keine Geltung beansprucht, dass ein anderer Tatbestand ebenfalls erfüllt ist. In diesem Fall wird der Täter also nicht wegen zweier verschiedener Delikte bestraft, sondern nur wegen des nicht subsidiären Delikts.
Es gibt sowohl eine formelle als auch eine materielle Subsidiarität. Formelle Subsidiarität liegt vor, wenn ein Tatbestand ausdrücklich bestimmt, dass der Täter wegen dieses Delikts nicht bestraft wird, falls ein anderer Tatbestand eingreift (beispielsweise Unterschlagung gemäß § 246 Abs. 1 des Strafgesetzbuches Deutschlands (StGB): „wenn die Tat nicht in anderen Vorschriften mit schwererer Strafe bedroht ist“). Umstritten ist nur teilweise, ob die ausdrückliche Subsidiarität nur gegenüber schutzrechtsverwandten Delikten bei Unterschlagung (beispielsweise Raub und Diebstahl) eingreift, oder ob sie gegenüber allen Delikten gilt. Die Rechtsprechung in Deutschland zieht in solchen Fällen aus dem Bestimmtheitsgebot nach Art. 103 Abs. 2 GG den Schluss, dass eine Beschränkung der Subsidiaritätsklausel ausdrücklich im Gesetz aufgeführt werden müsste, eine andere Auffassung also verfassungsrechtlich unzulässig ist.
Die materielle Subsidiarität ist demgegenüber nicht gesetzlich geregelt und besagt, dass ein weniger intensiver Rechtsgutsangriff hinter dem intensiveren zurücktritt. So wird nicht wegen eines versuchten Totschlags bestraft, wer sein Opfer tatsächlich umgebracht hat, obwohl die Voraussetzungen formal vorlägen. Darüber hinaus fördert auch ein Anstifter die Tat, ebenso wie ein Mittäter, beide werden jedoch nicht noch zusätzlich wegen Beihilfe bestraft.

### Subsidiarität im deutschen Sozialrecht

#### Ausgestaltung in der Weimarer Republik
Bereits in der Diskussion um die Ausgestaltung des Weimarer Sozialstaates spielte das Prinzip der Subsidiarität eine wichtige Rolle. Es kann als ein „Regulativ für das Verhältnis von Staat und Wohlfahrtsverbänden“ bezeichnet werden. Dieses für vielseitige Interpretationen geeignete Subsidiaritätsprinzip erfuhr allerdings bei seiner „ministeriellen Umsetzung in der Weimarer Zeit eine charakteristisch verkürzte Auslegung“ und dadurch einen Bedeutungswandel. Betrachtet man die Ausformulierung in „Quadragesimo anno“, bezieht sich das Prinzip auf den Schutz der kleineren, untergeordneten Gemeinwesen. Kleine gemeinschaftliche Sozialorganisationen sollen demnach vor dem Zugriff übermächtiger bürokratischer Staatlichkeit geschützt werden. Nur derjenige Beistand ist förderlich und hilfreich, der die Selbstentfaltung der einzelnen Person ermöglicht und gegebenenfalls unterstützt. Ebenfalls soll dies für das Verhältnis verschiedener Sozialgebilde untereinander gelten. Die größere Einheit ist zwar zum Beistand der kleineren Einheit verpflichtet, darf dieser aber keine Aufgabe abnehmen, die diese eigenständig leisten könnte.
In der Weimarer Republik wurde dieses Prinzip vor allem von konfessionellen Vertretern und dem Reichsarbeiterministerium, zu einem „bürokratischen Organisationsprinzip des Wohlfahrtsstaates“ umfunktioniert. Hauptgegner in der damaligen Auseinandersetzung waren liberale und konfessionelle Gruppierungen gegen Teile der Sozialdemokratie. Vor allem in den von Teilen der SPD, vor allem aber von USPD und (V)KPD vertretenen Kommunalisierungs- und Verstaatlichungsbestrebungen sahen die privaten Träger eine Bedrohung ihrer Existenz. Die Sozialdemokratie wollte die Wohlfahrtspflege verstaatlichen und entkonfessionalisieren und einen Rechtsanspruch auf fürsorgerische Leistungen einführen. Gegen diese Bestrebungen bildeten sich ein „Abwehrkartell sowohl konfessioneller wie auch nicht konfessioneller Wohlfahrtsverbände“. In dieser Auseinandersetzung um die Festlegung der Aufgabenteilung zwischen öffentlichen und verbandlichen Trägern der Wohlfahrtspflege bzw. um die Rolle und Stellenwert der freien Wohlfahrtsverbänden wird nun zunächst das „Subsidiaritätsprinzip“ als „Selbstbeschreibung- und Kampfformel“ der freien Verbände eingesetzt. Sie fordern eine „größtmögliche Unabhängigkeit von Staatsaufsicht- und Reglementierung sowie eine Aufwertung und Stabilisierung ihrer wohlfahrtspolitischen Bedeutung“.
Unterstützt wurden diese Forderungen durch das Reichsarbeiterministerium (RAM), unter Leitung des zur katholischen Zentrumspartei gehörenden Reichsarbeiterministers Heinrich Brauns. Dieses Ministerium verfolgte eine „gezielte Politik der Förderung und Aufwertung der freien, vor allem der konfessionellen Wohlfahrtsverbände zu Lasten der Kommunen, die sie als Verwirklichung des katholischen Subsidiaritätsprinzips verstand“.
Das RAM betrieb eine gezielte Subventionierung der freien Vereine und band deren Spitzenverbände in die Entwicklung und Formulierung der Politik des RAM ein. Man setzte sich für den Eingang des Subsidiaritätsprinzips in die entsprechenden Gesetzgebungswerke, das Reichjugendwohlfahrtsgesetz (verabschiedet 1922) und die Reichsfürsorgepflichtverordnung (verabschiedet 1924) der Weimarer Republik ein:

„Insoweit der Anspruch des Kindes auf Erziehung von der Familie nicht erfüllt wird, tritt unbeschadet der Mitarbeit freiwilliger Tätigkeit öffentliche Fürsorge ein“, „Aufgabe des Jugendamtes ist es ferner, Einrichtungen und Veranstaltungen anzuregen, zu fördern und gegebenenfalls zu schaffen […]“

„Das Jugendamt hat die freiwillige Tätigkeit zur Förderung der Jugendwohlfahrt unter Wahrung ihrer Selbständigkeit und ihres satzungsmäßigen Charakters zu unterstützen, anzuregen und zur Mitarbeit heranzuziehen, um mit ihr zum Zwecke eines planvollen Ineinandergreifens aller Organe und Einrichtungen der öffentlichen und privaten Jugendhilfe und der Jugendbewegung zusammenzuwirken.“

„Die Fürsorgestellen sollen für ihren Bereich Mittelpunkt der öffentlichen Wohlfahrtspflege und zugleich Bindeglied zwischen öffentlicher und freier Wohlfahrtspflege sein; sie sollen darauf hinwirken, dass öffentliche und freie Wohlfahrtspflege sich zweckmäßig ergänzen und in Formen zusammenarbeiten, die der Selbständigkeit beider gerecht werden.“

Abschluss der Integration der freien Wohlfahrtspflege in die staatliche Wohlfahrtspolitik bildet die Reichsfürsorgepflichtverordnung (RFV) von 1924. Die privaten Wohlfahrtsvereine werden hier ausdrücklich erwähnt und in die Erbringung öffentlicher Aufgaben einbezogen. In der Modifikation des Reichsjugendwohlfahrtsgesetzes von 1926 erhalten die sieben „Reichsspitzenverbände der freien Wohlfahrtspflege die staatliche Approbation“ durch namentliche Nennung im Gesetzestext. In diese Gesetze in der Weimarer Republik wurde das spezifisch deutsche System der „dualen Wohlfahrtspflege“ manifestiert. In seinen Grundzügen, der Förderverpflichtung und Gesamtverantwortung öffentlicher Träger, mit einer gesetzlich festgeschriebenen Bestands- und Eigenständigkeitsgarantie der freien Träger, besteht dieses System bis heute.
Mit dieser Entwicklung erhielt das Subsidiaritätsdenken Einlass in die Weimarer Fürsorgegesetzgebung. Beachtet werden muss hier allerdings die modifizierte Auslegung des Subsidiaritätsprinzips. Denn die Subsidiaritätspolitik des RAM zielte vorrangig auf „die staatliche Förderung privater Großorganisationen der Wohlfahrtspflege, […] den staatlich geschützten Auf- und Ausbau privater Wohlfahrtsbürokratien als Gegengewicht zu den befürchteten Sozialisierungsgesetzen kommunaler Sozialpolitik“ ab. Somit wurde das katholische Subsidiaritätsprinzip zu einem „bürokratischen Organisationsprinzip des Wohlfahrtsstaates“ umgewandelt und diente der Legitimation des Vorrangs der privaten Wohlfahrtsverbände vor der öffentlichen Wohlfahrtspflege. Der Konflikt zwischen dem Staat und den freien Vereinen wurde durch die getroffenen Subsidiaritätsregelungen in den Fürsorgegesetzen der Weimarer Republik allerdings nicht vollständig gelöst, sondern „lediglich in eine Kompromissformel überführt“.

#### Ausgestaltung in der Bundesrepublik Deutschland
Nach Gründung der Bundesrepublik Deutschland kam es zu einem sogenannten „Subsidiaritätsstreit“. E. Friesenhahn und Josef Isensee (Subsidiaritätsprinzip und Verfassungsrecht) bezeichneten den Subsidiaritätsgrundsatz als tragende Struktur des deutschen Verfassungsrechts. Dem Grundsatz zufolge müsse der Staat auch freie Träger, die den Staat unter Einsatz eigener Mittel von seinen Pflichtaufgaben entlasten, so bezuschussen, dass sie in der Lage sind, in ihren Einrichtungen den Standard zu erreichen, den der Staat im Zweifel bei seinen eigenen Einrichtungen zugrunde legen würde.
In den Subsidiaritätsdebatten der 1950er und -60er Jahre wurde ein breites Spektrum von Fragen der Organisation wohlfahrtsstaatlicher Sicherung im Hinblick auf das grundlegende Spannungsverhältnis von staatlicher Vorsorge und individueller Freiheit und Verantwortung thematisiert. 1961 verabschiedete die CDU/CSU-Regierung das Bundessozialhilfegesetz (BSHG) und Jugendwohlfahrtsgesetz (JWG). Inhaltlich waren diese Gesetze mit der Opposition weitgehend unumstritten, Auseinandersetzung gab es nur um den Komplex von Normen, der das Verhältnis von öffentlicher zur freien Wohlfahrtspflege betraf. Beide Gesetze enthielten Bestimmungen, die nicht nur eine Pflicht der öffentlichen zur Unterstützung der freien Wohlfahrtspflege normieren, sondern auch die öffentliche Wohlfahrtspflege im Hinblick auf die Neuschaffung von Einrichtungen einer weitgehenden „Funktionssperre“ zugunsten der freien Vereine unterwerfen. Die Funktionssperre besagte, dass die öffentliche Wohlfahrtspflege auch dort nicht eingreifen darf, wo private Einrichtungen noch geschaffen werden können:

„Die Träger der Sozialhilfe sollen darauf hinwirken, dass die zur Gewährung geeigneten Einrichtungen ausreichend zur Verfügung stehen. Sie sollen eigene Einrichtungen nicht neu schaffen, soweit die in § 10 Abs. 2 genannten Träger der Freien Wohlfahrtspflege vorhanden sind, ausgebaut oder geschaffen werden können.“

„Soweit geeignete Einrichtungen und Veranstaltungen der Freien Jugendhilfe vorhanden sind, erweitert oder geschaffen werden, ist von eigenen Einrichtungen und Veranstaltungen des Jugendamtes abzusehen.“

An diesen Formulierungen entzündete sich ein Konflikt zwischen der Regierung (CDU/CSU) und der Opposition (SPD/FDP). Letztere sah in diesen Regelungen eine unzulässige Einengung des Selbstverwaltungsspielraums der kommunalen Träger. Vier Städte und vier Bundesländer legten deshalb in insgesamt zehn Verfahren Verfassungsbeschwerde gegen diese Regelungen ein. Die Machtkonstellation in dieser Zeit weist eine gewisse Ähnlichkeit mit der Weimarer Republik auf, wieder stand eine christdemokratische Regierung einer Vielzahl sozialdemokratisch regierter Länder und Städte gegenüber. Die freien, vor allem konfessionellen Spitzenverbände wollten ihren Einfluss mit Hilfe der „wohlgesinnten“ Bundesregierung konsolidieren und ihre sozialpolitische Position in dieser für sie günstigen Machtkonstellation festigen, während die Gemeinden darin einen neuen Schub der Einschränkung kommunaler Selbstverwaltung und Finanzhoheit sahen. Besonders die konfessionellen Wohlfahrtsvereine wollten ihre dominante Position, vor allem auf den Gebieten der Anstaltsfürsorge und der halboffenen Einrichtungen der Jugendhilfe, festigen. Subsidiarität wurde in der damaligen Auseinandersetzung weniger als Legitimationsformel für die Unabhängigkeit kleiner und pluralistischer Einheiten genutzt, sondern im „Sinne eines verbändezentrierten Subsidiaritätsverständnisses als Instrument zur Durchsetzung der Bestandsinteressen der Wohlfahrtsvereine“ herangezogen. Der „Subsidiaritätsstreit der 60er Jahre“ kann deshalb als ein „Neo-Korporatismusstreit“ betrachtet werden. Das Prinzip in dieser Interpretation schützte die private Verbandsmacht vor den Interventionen der öffentlichen Gewalt. Subsidiarität diente also wiederum als Legitimation für die neo-korporatistische Organisation von Wohlfahrtspflege und Sozialpolitik, wie bereits in den Entwicklungen der Weimarer Zeit. In der „darauf folgenden Entwicklungsphase nahm die faktische Bedeutung des Subsidiaritätsprinzips für die Regulierung des Verhältnisses zwischen freien und öffentlichen Trägern allmählich ab“.
Die Bedeutungsminderung des Subsidiaritätsprinzips ist bereits im Urteil des Bundesverfassungsgerichts von 1967 zu erkennen. Das Gericht bestätigte die Verfassungskonformität der inkriminierten Formulierungen, nahm aber in der Begründung des Urteils kein Bezug auf den normativen Gehalt des Subsidiaritätsprinzips, sogar der Begriff selber wird nicht genannt. Die Ausführungen basierten „auf einem „säkularisierten“ Subsidiaritätsverständnis, dem zufolge die Arbeitsteilung zwischen öffentlichen Trägern und Wohlfahrtsverbänden aus Zweckmäßigkeits- und Wirtschaftlichkeitsgründen geboten sei“. Trotz der Verfassungsmäßigkeit der „Funktionssperre“ nahm in den Folgejahren der relative Anteil der öffentlichen Einrichtungen und Dienste ständig zu. Die freien Träger wurden zunehmend in Planungsaktivitäten der öffentlichen Träger einbezogen und der Handlungsspielraum der freien durch Gesetze mit baurechtlichen, personellen, administrativen und konzeptionellen Vorgaben faktisch eingeengt. Die Beziehung zwischen den Trägern der Wohlfahrtspflege kann daher „nicht länger als schlichtes Vorrang-Nachrang-Verhältnis beschrieben werden. Vielmehr handelt es sich um einen komplexen Kooperationszusammenhang, der durch gegenseitige Abhängigkeiten und Verflechtungen zusammengehalten wird.“ Dieses System wechselseitiger Austauschprozesse zwischen föderativem Staat und der freien Wohlfahrtspflege wird als „Korporatismus“ bezeichnet. Dieser zeichnet sich dadurch aus, dass die Vertreter der freien Wohlfahrtspflege einen privilegierten Zugang zu den Verfahren und Prozessen der Formulierung sozialpolitischer Programme und Maßnahmen erhalten, durch sozialrechtliche Regelungen privilegiert, an der Umsetzung sozialpolitischer Programme und Maßnahmen bevorzugt beteiligt werden und durch öffentliche Zuschüsse und Förderprogramme unterstützt werden. Im Gegenzug instrumentalisiert der Sozialstaat die infrastrukturellen, personellen und sozialkulturellen Ressourcen und den bereichsspezifischen Sachverstand der Wohlfahrtsverbände für die Realisierung sozialpolitischer Ziele und Programme. Der bedingte Vorrang einer begrenzten Anzahl von staatlich lizenzierten Spitzenverbänden wird im Verlauf der 1970er Jahre durch verschiedene Entwicklungen erschüttert. Die aufkommende Selbsthilfebewegung und das allmähliche Abschmelzen der sozialkulturellen Verankerung der Wohlfahrtsverbände stellen die besondere Rolle der Wohlfahrtsverbände in Frage. Entkonfessionalisierung, Bürokratisierung und Größenwachstum der Wohlfahrtsverbände führen zu einer sinkenden Akzeptanz in der Bevölkerung. Auch immer knapper werdende Haushaltskassen und die Öffnung des europäischen Binnenmarktes haben negative Auswirkungen auf den Sonderstatus der verbandlichen Wohlfahrtspflege. Die Diskussion um das Verhältnis zwischen den Verbänden der freien und staatlichen Wohlfahrtspflege hat sich deshalb auch „von der klassischen Subsidiaritätsthematik entfernt und findet unter Stichworten wie Neo-Korporatismus, Dritter Sektor oder intermediäre Organisationen statt.“
Zu einer inhaltlichen „Neubelebung des Subsidiaritätsprinzips“ kam es in der Selbsthilfe-Diskussion der 1970er und 1980er Jahre (sogenannte „Neue Subsidiaritätspolitik“). Bereits in den 1970er Jahren hat sich als Alternative zum korporatistischen Wohlfahrtskartell eine Szene von kleinen, solidarisch organisierten Projekten, Initiativen und Selbsthilfegruppen im Sozial- und Jugendbereich entwickelt und etabliert. Diese vertreten die Interessen „Dritter“, nämlich derjenigen, die nicht am korporatistischen Kartell beteiligt sind, z. B. Bürgerinitiativen und Selbsthilfegruppen von Betroffenen. In dieser Debatte geht es um das Verhältnis von „kleinen Netzen“ zu politischen Großbürokratien, also von selbstorganisierten Initiativen zu den etablierten Einrichtungen der Wohlfahrtspflege. Der Gedanke der Subsidiarität dient nun als Argument für eine Stärkung der Position dieser neuen Formen und Initiativen gegenüber den überkommenen Großverbänden sowie zur Legitimation ihrer Förderansprüche. Die Entstehung und Verbreitung selbstorganisierter Initiativen und die damit verbundene neue „Strategie der Selbsthilfeförderung“ in Sozialministerien und kommunalen Sozialbehörden setzten die etablierten Verbände einem verstärkten Legitimationsdruck aus. Mit dem Begriff „neue Subsidiaritätspolitik“ wurde von öffentlicher Seite eine direkte Förderung von örtlichen Selbsthilfegruppen und -initiativen angestrebt und damit das „Repräsentationsmonopol der Spitzenverbände der Freien Wohlfahrtspflege politisch wirksam in Frage gestellt“. Die Verbände reagierten auf diese Entwicklung mit einem kalkulierten „Mix aus Inklusions- und Exklusionsstrategien“. Während einerseits die großen weltanschaulichen Verbände einer relativ restriktiven Politik des Umgangs mit der neuen Selbsthilfeszene nachgingen, wurde andererseits der Paritätische Wohlfahrtsverband, nach einer Absprache zwischen den Vertretern der Spitzenverbände der Wohlfahrtspflege, damit beauftragt, einen offenen Umgang mit diesen neuen Initiativen zu suchen und diesen als Dachverband fördernd und unterstützend zur Verfügung zu stehen.
Faktisch entstand eine „Pluralisierung der Trägerlandschaft“. Die neuen Vereine, Initiativen und Projekte im Jugend- und Sozialbereich werden als „neue Trägersäule“ neben den etablierten öffentlichen und verbandlichen Trägern betrachtet. Auch das 1990 verabschiedete Kinder- und Jugendhilfegesetz (KJHG), Art. 1 = SGB VIII zielt auf eine pluralistische Trägerlandschaft. Im Gegensatz zum JWG verzichtet das SGB VIII auf eine Definition der Träger und erlaubt auch privat-gewerblichen Institutionen und Einzelpersonen die Leistungserbringung. In § 3 SGB VIII werden sogar gemeinnützige und andere Träger gleichgestellt:

„Die Jugendhilfe ist gekennzeichnet durch die Vielfalt von Trägern unterschiedlicher Wertorientierungen und die Vielfalt von Inhalten, Methoden und Arbeitsformen.“

Im SGB VIII wurde das Verständnis von Subsidiarität als „Grundsatz des hilfreichen Beistandes“ aufgenommen. Ausdruck dieses Verständnisses sind die Förderung und Stärkung von Formen der Selbsthilfe (§ 4 Abs. 3 SGB VIII), die Bevorzugung von geeigneten Maßnahmen, die stärker an den Interessen der Betroffenen orientiert sind. Die Betroffenen sollen Einfluss auf die Maßnahmen erhalten (§ 74 Abs. 4 SGB VIII) und ihre jeweilige Finanzkraft soll berücksichtigt werden (§ 74 Abs. 5 SGB VIII):

„Soweit geeignete Einrichtungen, Dienste und Veranstaltungen von anerkannten Trägern der freien Jugendhilfe betrieben werden oder rechtzeitig geschaffen werden können, soll die öffentliche Jugendhilfe von eigenen Maßnahmen absehen.“

„Die öffentliche Jugendhilfe soll die freie Jugendhilfe nach Maßgabe dieses Buches fördern und dabei die verschiedenen Formen der Selbsthilfe stärken.“

„Bei sonst gleich geeigneten Maßnahmen soll solchen der Vorzug gegeben werden, die stärker an den Interessen der Betroffenen orientiert sind und ihre Einflussnahme auf die Ausgestaltung der Maßnahmen gewährleisten.“

Die Diskussion um eine „neue Subsidiarität“ konnte allerdings nur vordergründig an die klassischen Bedeutungsgehalte von Subsidiarität im Sinne der ursprünglichen katholischen Soziallehre anknüpfen. Die veränderten gesellschaftlichen Bedingungen müssen berücksichtigt werden. Die Metapher von den konzentrischen Lebenskreisen kann nicht mehr auf eine moderne, funktional ausdifferenzierte Gesellschaftsform übertragen werden. Hier gilt vielmehr ein Bild von vielen gegenseitig abhängigen und sich überschneidenden Kreisen. Subsidiarität bezeichnet daher nicht mehr den Vorrang kleinerer Einheiten, „sondern zielt allgemeiner auf die Entwicklung reflexiver Steuerungsmechanismen, die der relativen Autonomie und den Eigengesetzlichkeiten der zu steuernden Problemfelder möglichst weitgehend Rechnung tragen.“
Subsidiarität hat damit einen weiteren Funktionswandel durchgemacht. Es entwickelte sich zu einer „Programmformel avancierter Gesellschaftstheorie, die das Verhältnis autonomer, selbstreferentieller Subsysteme“ in einer modernen, ausdifferenzierten Gesellschaft beschreibt.

## Subsidiarität in der katholischen Soziallehre

### SozialenzyklikaQuadragesimo anno
Wie dargestellt, ist das katholische Subsidiaritätsdenken also bereits in der zweiten Hälfte des 19. Jahrhunderts entwickelt worden. Manifestiert wurde es allerdings erst 1931 in der Sozialenzyklika Quadragesimo anno, verfasst von Gustav Gundlach und Nell-Breuning, unter Papst Pius XI. Darin erschienen auch erstmals der Name und die klassische Formulierung:

„Wie dasjenige, was der Einzelmensch als eigener Initiative und mit seinen eigenen Kräften leisten kann, ihm nicht entzogen und der Gesellschaftstätigkeit zugewiesen werden darf, so verstößt es gegen die Gerechtigkeit, das, was die kleineren und untergeordneten Gemeinwesen leisten und zum guten Ende führen können, für die weitere und übergeordnete Gemeinschaft in Anspruch zu nehmen; jedwede Gesellschaftstätigkeit ist ja ihrem Wesen und Begriff nach subsidiär; sie soll die Glieder des Sozialkörpers unterstützen, darf sie aber niemals zerschlagen oder aufsaugen.“

Die katholische Soziallehre geht in ihrem Subsidiaritätsverständnis von einer naturrechtlichen Argumentation aus. Aus dieser Vorstellung heraus ergeben sich andere Folgen als bei einem liberalen Subsidiaritätsverständnis. Der Staat hat hier zusätzlich die Aufgabe, die kleineren und untergeordneten Gemeinwesen aufgrund der naturrechtlichen Argumentation zu unterstützen.
Zur Erklärung wird hier das Bild von konzentrischen Kreisen oder Schalen aufgeführt. Hier liegt die Vorstellung zugrunde, dass die Gesellschaft sich organisch aus vielfältigen Gemeinwesen zusammensetzt, die nach Art konzentrischer Kreise oder Schalen ineinander gebettet sind. Der jeweils äußere Kreis hat nicht nur den Vorrang des inneren Kreises zu achten, sondern auch seine Mittel dafür einzusetzen, dass dieser innere konzentrische Kreis seine Tätigkeit entfalten kann.
Das katholische Subsidiaritätsverständnis hat demnach institutionelle und finanzielle Auswirkungen, da es explizit den formalen Vorrang und Primärzuständigkeit nichtstaatlicher Organisationen und ihren materiellen, insbesondere finanziellen Beistand fordert (Vorrang-Nachrang-Verhältnis).
Die katholische Kirche wollte durch Heraushebung des Subsidiaritätsprinzips ein Zeichen gegen das Gesellschaftsbild in nationalsozialistischen und kommunistischen Staaten setzen (vgl. auch die spätere Enzyklika Mit brennender Sorge, 1937). Das Subsidiaritätsprinzip setzt das Personalitätsprinzip gegen Kollektivregime und betont die individuelle Verantwortung gegenüber dem Kollektiv.
So wollte die katholische Soziallehre einen Weg zwischen Staatsdirigismus und radikalem Liberalismus weisen. Somit sollten auch katholische Verbände und Sozialeinrichtungen gegen staatliche Zugriffe geschützt werden.
Oswald von Nell-Breuning, der maßgeblich am Zustandekommen von Quadragesimo anno beteiligt war, hat aber auch immer wieder darauf hingewiesen, dass die kleineren und untergeordneten Gemeinwesen ein Recht auf Hilfe – gerade auch durch den Staat – hätten. Subsidiarität dürfe nicht in dem Sinne missverstanden werden, als solle die Gesellschaft nur in Ausnahmefällen als Lückenbüßer einspringen, vielmehr geht es um den „hilfreichen Beistand“, den die Gesellschaft leisten muss. Bei der Anwendung des Subsidiaritätsprinzips sei nämlich nicht gemeint, erst einmal abzuwarten, was die kleineren Gemeinschaften unter Aufbringung aller Kräfte und dem Einsatz der letzten Reserven zu leisten imstande seien, sondern es sei jene Art von Hilfe zu geben, „die den Menschen instandsetzt oder es ihm erleichtert, sich selbst zu helfen, oder die seine Selbsthilfe erfolgreicher macht; […] noch so wohlgemeinte Maßnahmen, die den Menschen an der Selbsthilfe hindern, ihn davon abhalten oder den Erfolg seiner Selbsthilfe beeinträchtigen oder sie ihm verleiden, sind in Wahrheit keine Hilfe, sondern das Gegenteil davon, schädigen den Menschen.“

### Zweites Vatikanisches Konzil und sein Kontext
Namentlich kommt das Subsidiaritätsprinzip nur in zwei Konzilstexten vor. Der Sache nach ist es aber nicht nur in weiteren Konzilstexten von Bedeutung, sondern vor allem auch im Kontext des Zweiten Vatikanischen Konzils, wo es für Ermutigung zur Mündigkeit steht und dadurch die Teilkirchen gestärkt hat.
Direkt genannt wird das Subsidiaritätsprinzip zum einen in der Pastoralkonstitution (Gaudium et Spes). Dort wird betont, dass die wirtschaftlichen Verhältnisse weltweit „unter Berücksichtigung des Subsidiaritätsprinzips“ und nach den Normen der Gerechtigkeit zu ordnen sind (Gs 86c). Zum andern wird in der Erklärung über die christliche Erziehung darauf hingewiesen, dass es „dem Subsidiaritätsprinzip entsprechend“ Aufgabe des Staates ist, Schulen und Institute zu gründen (Ge 3); dabei müsse – „das Subsidiaritätsprinzip vor Augen“ – jede Art von Schulmonopol ausgeschlossen sein. (Ge 6).
Indirekt kommt das Subsidiaritätsprinzip besonders dort zum Tragen, wo es um kleine Reformschritte Richtung Kollegialität und Dezentralisierung geht. Deutlich wird das z. B. bei der Kirchenkonstitution Lumen gentium, in der das Konzil indirekt an eine wesentliche Intention des Subsidiaritätsprinzips erinnert (vgl. dazu auch das Apostolische Schreiben Evangelii gaudium):
„Die Bischöfe leiten die ihnen zugewiesenen Teilkirchen als Stellvertreter und Gesandte Christi durch Rat, Zuspruch, Beispiel, aber auch in Autorität und heiliger Vollmacht, die sie indes allein zum Aufbau ihrer Herde in Wahrheit und Heiligkeit gebrauchen.“ (Lg 27)
In Lateinamerika haben die Impulse des Zweiten Vatikanischen Konzils zur Herausbildung einer kontextuellen Theologie geführt, die im Sinne des Subsidiaritätsprinzips die Theorien der europäischen Theologie nicht mehr weiter übernehmen wollte. Vielmehr machte sie die Praxis der Basisgemeinden und die Probleme der überwiegend armen Menschen ihres Kontinents zum Ausgangspunkt des theologischen Diskurses. Diese Befreiungstheologie machten sich die lateinamerikanischen Bischöfe mit ihren Beschlüssen von Medellín (1968) und Puebla (1979) zu Eigen.
Aber auch europäische Teilkirchen zogen aus dem Konzil Konsequenzen mit subsidiärem Charakter, wie z. B. in Deutschland die Würzburger Synode. In ihrem grundlegenden Beschluss „Unsere Hoffnung“ forderte sie, „von einer protektionistisch anmutenden Kirche für das Volk zu einer lebendigen Kirche des Volkes“ zu werden.
Die notwendige Verbindung von Solidarität und Subsidiarität wird in der christlichen Sozialethik am deutlichsten in dem 1997 vom Rat der Evangelischen Kirche in Deutschland und der Deutschen Bischofskonferenz gemeinsam veröffentlichten Sozialwort. Die Schrift „Für eine Zukunft in Solidarität und Gerechtigkeit“ wurde in einem über zwei Jahre dauernden Konsultations-Prozess an der kirchlichen Basis erarbeitet. Gemäß dem Grundsatz der Subsidiarität wird gefordert, dass die gesellschaftlichen Strukturen so gestaltet werden müssen, dass die einzelnen und die kleineren Gemeinschaften die Hilfe erhalten, die sie zum eigenständigen, selbsthilfe- und gemeinwohlorientierten Handeln befähigt (Nr. 120). Einerseits betont das Sozialwort die Notwendigkeit von Eigenverantwortung und spricht sich gegen einen Wohlfahrtsstaat aus, „der in paternalistischer Weise allen Bürgerinnen und Bürgern die Lebensvorsorge abnimmt. […] Andererseits entspricht es nicht dem Sinn des Subsidiaritätsprinzips, wenn man es einseitig als Beschränkung staatlicher Zuständigkeit versteht. Geschieht dies, dann werden den einzelnen und den kleineren Gemeinschaften, insbesondere den Familien, Lasten aufgebürdet, die ihre Lebensmöglichkeiten im Vergleich zu anderen Gliedern der Gesellschaft erheblich beschränken. Gerade die Schwächeren brauchen Hilfe zur Selbsthilfe. Solidarität und Subsidiarität gehören also zusammen und bilden gemeinsam ein Kriterienpaar zur Gestaltung der Gesellschaft im Sinne der sozialen Gerechtigkeit.“ (Nr. 121)

### EnzyklikaDeus caritas est
Papst Benedikt XVI. erwähnt in seiner ersten Enzyklika Deus caritas est (2005) kurz das Subsidiaritätsprinzip. Dieses soll die staatlichen Handlungen in der Anerkennung und Unterstützung von gesellschaftlichen Eigeninitiativen charakterisieren, welche den bedürftigen Menschen Spontaneität und Nähe bringen. Solche Initiativen – und nicht der alles regelnde Versorgungsstaat – können den Menschen die für sie notwendige liebevolle persönliche Zuwendung geben:

„Nicht den alles regelnden und beherrschenden Staat brauchen wir, sondern den Staat, der entsprechend dem Subsidiaritätsprinzip großzügig die Initiativen anerkennt und unterstützt, die aus den verschiedenen gesellschaftlichen Kräften aufsteigen und Spontaneität mit Nähe zu den hilfsbedürftigen Menschen verbinden.“

### Apostolisches SchreibenEvangelii gaudium
In seinem 2013 veröffentlichten apostolischen Schreiben Evangelii gaudium bedauert Papst Franziskus, dass für die Bischofskonferenzen – entgegen dem Auftrag des Zweiten Vatikanischen Konzils – noch immer keine Satzung existiert, die sie „als Subjekte mit konkreten Kompetenzbereichen versteht, auch einschließlich einer gewissen authentischen Lehrautorität“. Die Konsequenzen, die er daraus zieht, entsprechen durchaus dem Subsidiaritätsprinzip, auch wenn es hier nicht ausdrücklich genannt wird.

„Es ist nicht angebracht, dass der Papst die örtlichen Bischöfe in der Bewertung aller Problemkreise ersetzt, die in ihren Gebieten auftauchen. In diesem Sinn spüre ich die Notwendigkeit, in einer heilsamen ‚Dezentralisierung‘ voranzuschreiten. (Eg 16)“

Dass das in der katholischen Soziallehre so gewichtige Subsidiaritätsprinzip konsequenterweise auch für die Kirche selbst Geltung haben müsste, anerkannten schon frühere Päpste, auch wenn sie daraus kaum Konsequenzen zogen. So nannte z. B. schon Pius XII. die Subsidiaritätsdefinition „wahrhaft lichtvolle Worte!“, die für alle Stufen des gesellschaftlichen Lebens gelten, und folgert: „sie gelten auch für das Leben der Kirche unbeschadet ihrer hierarchischen Struktur“. Oswald von Nell-Breuning interpretierte dies in einem Artikel über „Subsidiarität in der Kirche“ so, dass „das Subsidiaritätsprinzip sich nicht nur mit der hierarchischen Struktur der Kirche verträgt, sondern zu dieser Struktur gehört“.